# Ticayo

Ein Ticayo

Das Ticayo ist ein Geschicklichkeits- und Jonglierspiel aus Holz. Es besteht aus einem gedrechselten Holzgriff, an dessen beiden Enden eine Spitze angebracht ist, sowie aus einer Holzkugel. Kugel und Griff sind über ein Bändchen miteinander verbunden.
Ziel des Spiels ist es, die Kugel in unterschiedlichen Varianten mit dem Holzgriff aufzufangen.
Das Ticayo ist lateinamerikanischen Ursprungs. Kugelfangspiele dieser Art sind in Mexiko, Chile und Peru populär. In Kolumbien gehört diese Spielidee zum traditionellen Kunsthandwerk der Regionen Boyacá, Santanderes, Antioquia, Valle del Cauca und Nariño.

## Geschichte
Der genaue Ursprung des Ticayos ist ungewiss. Kugelfangspiele dieser Art wurden in vielen Epochen auf unterschiedliche Art und Weise gespielt. Ausgrabungen in der Nähe von Yucatán weisen darauf hin, dass bereits die Maya (250–950 n. Chr.) Spiele dieser Art kannten. Sie benutzten dafür Schädel und Knochen ihrer Feinde, unter anderem zu rituellen Zwecken.
Später versuchten Autoren, die Erfindung des Ticayos auf einen karthagischen oder griechischen Ursprung zurückzudatieren. Einige Quellen besagen auch, dass das Spiel im Frankreich Ende des sechzehnten Jahrhunderts aufgetaucht sei. Aus dieser Epoche stammen auch erste Kupferstiche, die eine hohe Popularität unter dem französischen Volk belegen. Unter dem französischen König Heinrich III. (1574–1589) avancierte es zum Lieblingsspiel am Hofe. Auch in Asien werden Kugelfangspiele dieser Art gespielt und in Japan noch heute im Schulsport trainiert. Der Name Ticayo bezieht sich auf einen Ort in der Nähe der Stadt Arequipa/Peru, die dem Spiel seinen Namen gab.

## Spielweisen
Die Kugel wird durch einen Ruck nach oben gezogen und mit dem Griff aufgefangen. Fortgeschrittene kreieren eigene Fangmöglichkeiten. Beispielsweise kann die Kugel in einem Salto zum Überschlag gebracht werden oder auch der Stab mit der Kugel gefangen werden. Durch Spielkombinationen werden unzählige Spielvarianten erreicht. Über gegenseitiges Zuwerfen können auch mehrere Personen zusammen spielen.